# Big Mac
Big Mac este o variantă Cheeseburger dublă, a lanțului de fast food McDonald's. 

## Istorie
Big Mac-ul a fost creat de către Jim Delligatti (1918–2016), unul dintre ajutoarele lui Ray Kroc, care deținea câteva restaurante în zona Pittsburg.

## Ingrediente
Conține  două bucăți de carne, numită Beef Patty (45.4 g), sos special Big-Mac (10 ml), salată eisberg (12,5 g), cașcaval american, castraveți și ceapă puse între felii de pâine cu susan.

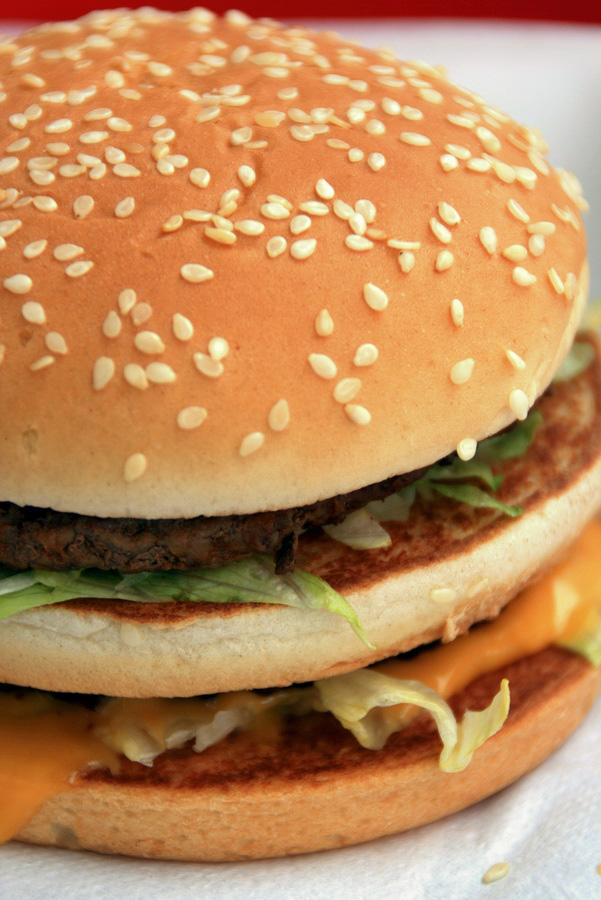
Big Mac McDonald's